# 福井市湊小学校
福井市湊小学校（ふくいし みなとしょうがっこう）は、福井県福井市学園1丁目にある公立小学校。

## 沿革
- 1873年（明治6年） - 前年の学制発布に伴い、河南小学校が開校。
- 1875年（明治8年） - 花月小学校が開校。
- 1884年（明治17年） - 河南小学校と花月小学校が合併、修来小学校設立。
- 1889年（明治22年） - 市制施行により福井市修来小学校となる。
- 1892年（明治25年） - 花月尋常小学校と改称。
- 1927年（昭和2年） - 花月尋常小学校と春山尋常小学校の一部が転学、乾尋常小学校が開校。
- 1928年（昭和3年） - 乾尋常小学校が第二乾尋常小学校と改称。
- 1933年（昭和8年） - 第二乾尋常小学校が第二小学校と改称。
- 1938年（昭和13年） - 第二小学校が乾尋常小学校と改称。
- 1941年（昭和16年） - 花月尋常小学校が花月国民学校、乾尋常小学校が乾国民学校と改称。
- 1946年（昭和21年） - 乾国民学校が廃校、花月国民学校に併合して湊国民学校となる。
- 1947年（昭和22年） - 湊小学校と改称。
- 2007年（平成19年）4月1日 - 2学期制を開始。

## 学校周辺
- 福井市光陽中学校
- 福井工業大学
- 福井工業大学附属福井高等学校
- 福井県立福井商業高等学校
- 足羽川桜並木

## 著名な出身者
- 道端カレン - ファッションモデル
- 道端ジェシカ - ファッションモデル[1]
- 道端アンジェリカ - ファッションモデル[2]

## アクセス
- 北陸新幹線・ハピラインふくい線・えちぜん鉄道勝山永平寺線 福井駅 より、京福バスの以下の路線に乗車。 
  - 12系統（学園線）、13系統（桜ヶ丘団地線）「湊小学校前」下車、約300 m。
  - 10・14・15・19系統（越前海岸ブルーライン）、11系統（大安寺線）「湊新町」下車、約350 m。
  - すまいるバス西ルート（照手・足羽方面）「光陽一丁目」下車、約550 m。
- E8 北陸自動車道 福井ICから、主に国道158号、福井県道・石川県道5号福井加賀線、福井県道115号殿下福井線経由 約7 kｍ。